# Kościół Wszystkich Świętych w Bojszowie
Kościół Wszystkich Świętych w Bojszowie – kościół z XVI wieku znajdujący się w Bojszowie (gmina Rudziniec, powiat gliwicki, województwo śląskie), w dekanacie Pławniowice, na terenie diecezji gliwickiej.
Kościół znajduje się na Szlaku Architektury Drewnianej województwa śląskiego na trasie głównej oraz w pętli gliwickiej. W pobliżu kościoła przebiega także zielony Szlak Stulecia Turystyki.

## Historia
Pierwsze wzmianki o parafii w Bojszowie pochodzą z 1376 roku. Kościół wymieniony jest także w 1447. Ostatnie badania dendrologiczne wskazują, że obecny kościół pochodzi z 1506 r. Fundatorem kościoła była rodzina Ozorowskich.
Kościół był używany przez protestantów w okresie reformacji, odzyskany przez katolików w początku XVII wieku. Około 1598 Bojszów i Łączę połączono w jedną parafię, zaś około 1700 r. powiększono ją o Rachowice. Samodzielną parafią Bojszów stał się ponownie w 1959 r.
Kościół remontowano po wojnie trzydziestoletniej, a później także w XVIII wieku oraz w latach 1862, 1905 i 1964.
Po 1982, ze względu na postawienie nowego kościoła, stara świątynia została kościołem filialnym, używanym okazjonalnie podczas ślubów i pogrzebów.

## Architektura i wnętrze

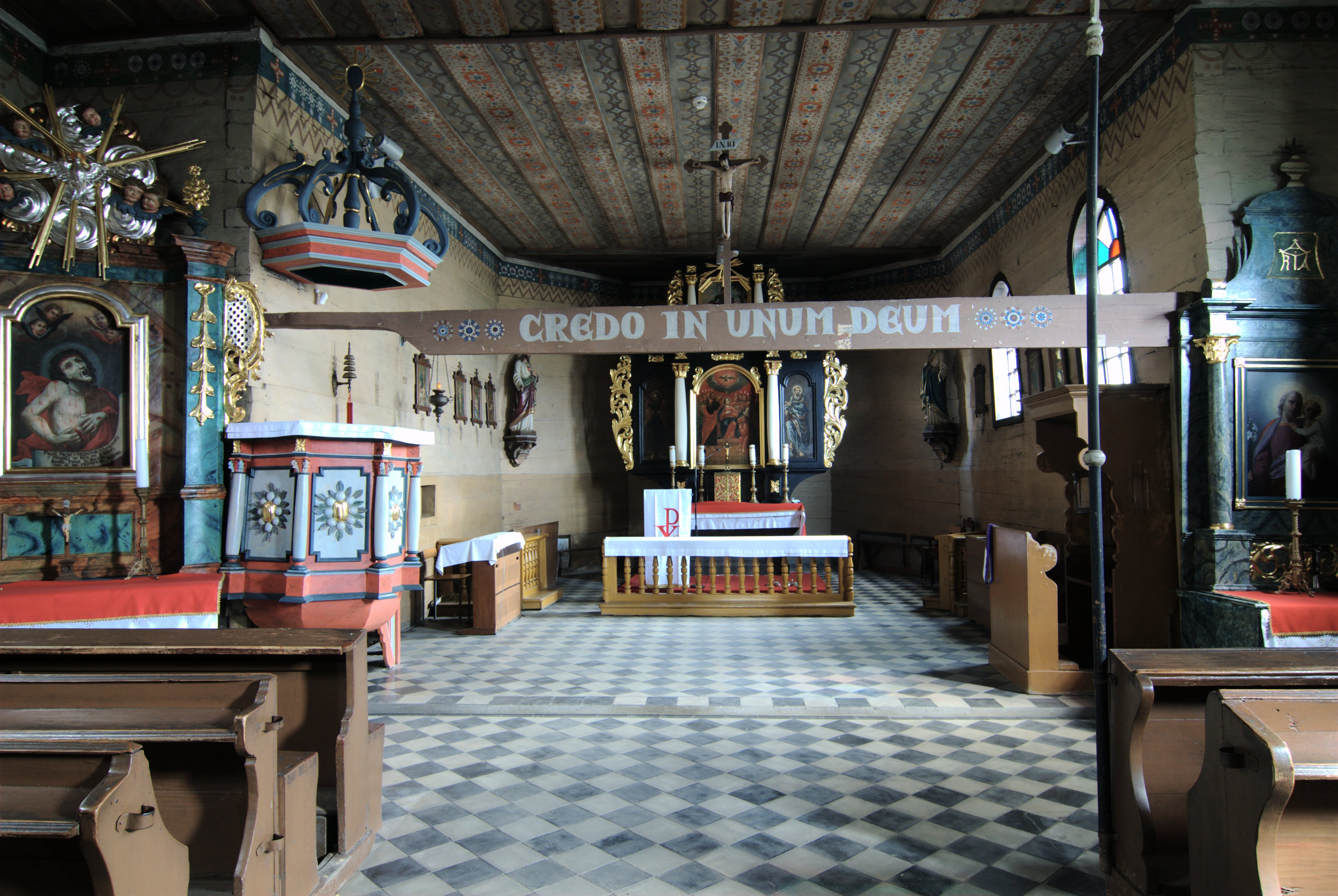
Wnętrze kościoła

Świątynia o konstrukcji zrębowej z wieżą o konstrukcji słupowej z 1545 roku, na ceglanej podmurówce. Prezbiterium zamknięte trójbocznie, zwrócone w kierunku północno-wschodnim. Do prezbiterium przylega od północy zakrystia z 1509 r. Nawa kwadratowa, szersza i wyższa z kruchtą. Do nawy w 1545 r. dobudowano wieżę czołową. Wieża posiada ściany szalowane deskami i podwieszoną izbicę przykrytą stożkowym hełmem na rzucie ośmioboku. Dach kościoła gontowy, powyżej nawy, wieżyczka na sygnaturkę, szalowana deskami i przykryta daszkiem namiotowym. Wokół świątyni soboty, ściany powyżej sobót szalowane deskami i pobite gontem na absydzie prezbiterium. Od południa do nawy dobudowano tzw. babiniec (wejście dla kobiet).
Wnętrze głównie barokowe. Ołtarz główny z około 1700 roku z obrazem Zesłania Ducha Świętego. Ołtarz boczny lewy z XVIII wieku z barokowym obrazem Chrystusa Miłosiernego (z przełomu XVII wiek i XVIII wieku). Ołtarz boczny prawy z początku XVIII wieku z obrazem św. Józefa z Dzieciątkiem. Ambona barokowa, z XVII wieku, z baldachimem z XVIII wieku. Późnogotycka dębowa kropielnica z XVI wieku, wymieniona w protokole wizytacyjnym z 1679 roku. Późnogotyckie są również portale z początku XVI wieku. Wewnątrz kościoła współczesna polichromia patronowa na stropie z 1965.

## Otoczenie
Wokół kościoła cmentarz otoczony współczesnym, drewnianym parkanem z bramką z 1728 r. o konstrukcji słupowej. W pobliżu znajduje się nowy, murowany kościół parafialny pw. Nawiedzenia NMP.